# Жан (великий герцог Люксембургу)
Жан (фр. Jean, повне ім'я Jean Benoit Guillaume Robert Antoine Louis Marie Adolphe Marc d'Aviano; 5 січня 1921, замок Колмар-Берг, Люксембург — 23 квітня 2019) — великий герцог Люксембургу з 1964 по 2000 рік.

## Біографія
Представник Пармських Бурбонів — старший син великої герцогині Шарлотти Люксембурзької і принца Феліче Бурбон-Пармського — молодшого сина Роберта Пармського.
Жан розпочав навчання в Люксембурзі і продовжив у Великій Британії, закінчивши 1938 року коледж Емплфорс в графстві Йоркшир. Після досягнення повноліття 5 січня 1939 року став іменуватися наслідним великим герцогом. У травні 1940 року, після німецької окупації Люксембургу, Жан разом з сім'єю втік із країни у Францію, а потім в Канаду. Там він вивчав політику і право в квебекському університеті Лаваля. У листопаді 1942 року Жан вступив у британську армію, де став капітаном ірландських гвардійців. Брав участь у боях під Арнемом, у звільненні Брюсселя. 1944 року брав участь у десантуванні. Наприкінці Другої світової війни у званні капітана був офіцером зв'язку при союзницькій військової місії в Люксембурзі.
У квітні 1961 року призначений штатгальтером і здійснював поточні державні справи. Жан став на чолі держави 12 листопада 1964 року, після зречення матері. 1998 року призначив штатгальтером свого старшого сина Анрі. 7 жовтня 2000 року зрікся престолу і передав Анрі управління країною.
У 1989 році з нагоди 25-річчя правління герцога засновано Музей сучасного мистецтва імені Великого герцога Жана.

## Спадкоємці
9 квітня 1953 року Жан одружився з Жозефіною-Шарлоттою Бельгійською (1927—2005), дочкою короля Леопольда III. Подружжя має дітей:
- Марія-Астрід (нар. 1954)
- Анрі (нар. 1955), правлячий великий герцог Люксембургу
- Жан (нар. 1957)
- Маргарита (нар. 1957)
- Гійом (нар. 1963)

## Нагороди
Великий герцог Жан нагороджений численними орденами і медалями різних країн, серед яких:
- Військовий хрест (Бельгія)
- Військовий хрест 1939—1945 (Франція)
- Кавалер ордена Золотого руна (Габсбургського імператорського дому)
- Військовий хрест (Люксембург)
- Військовий хрест (Нідерланди)
- Орден Золотої шпори (Ватикан , єдиний нині живий лицар ордену)
- Великий хрест ордена Заслуг (Польща)
- Великий хрест ордена Вежі й Меча (Португалія)
- Кавалер ордена Золотого руна (Іспанія)
- Кавалер ордена Підв'язки (Велика Британія)
- Зірка 1939-1945 (Велика Британія)
- Зірка Франції та Німеччині (Велика Британія)
- Медаль Захисту (Велика Британія)
- Військова медаль 1939-1945 (Велика Британія)
- Срібна зірка (США)
- Великий хрест особливого ступеня ордена за заслуги перед ФРН
- Кавалер Великого хреста ордена Корони Італії Кавалер Великого Хреста ордена Корони Італії